# Cruzada Evangélica
Cruzada Evangélica es un instituto secular católico femenino de derecho pontificio, fundado por el sacerdote español Doroteo Hernández Vera, en Santander, en 1937. Las mujeres que perteneces a este instituto son conocidas como cruzadas.

## Historia

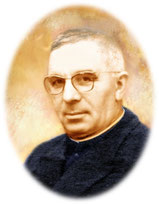
Doroteo Hernández Vera (1901-1991), fundador del instituto.

El sacerdote español Doroteo Hernández Vera inició una compañía de mujeres dedicadas al apostolado en medio de las clases obreras, pero conservando el estado secular. A la obra puso el nombre de Cruzada Evangélica, cuyo inicio oficial fue el 8 de diciembre de 1937. El instituto fue aprobado por José Eguino y Trecu, obispo de Santander, en 1938, como una pía asociación. Sin embargo, en 1942, les impuso la vida comunitaria, violentado el proyecto que el fundador había preparado. La razón por la cual el obispo no había consentido en primer lugar de seculares que hicieran votos, era porque los institutos seculares no tenían una forma jurídica en la Iglesia, hasta que el papa Pío XII, se las dio con la constitución apostólica, Provida Mater Ecclesia, en 1947.
Cruzada Evangélica se constituyó oficialmente en instituto secular de derecho diocesano el 18 de mayo de 1951. El papa Pablo VI lo elevó a la categoría de instituto de derecho pontificio, mediante Decretum laudis del 8 de diciembre de 1976.

## Organización
El Instituto Secular Cruzada Evangélica es un instituto de vida consagrada centralizado, su gobierno es ejercido por un presidente general y su sede central se encuentra en Madrid (España).
Las cruzadas se dedican a la evangelización en el ambiente secular, sobre todo de las clases obreras. No son religiosas, pues conservan el estado secular aunque profesen sus votos de obediencia, castidad y pobreza. Están presentes en Bolivia, España, Guatemala, Perú, República del Congo y Zambia.

### Miembros ilustres
Ascensión Sacramento Sánchez Sánchez. Nació el 15 de junio de 1911 en Sonseca (España). Fue la séptima de diez hermanos. Al inicio de la guerra civil española sufrió la muerte de dos hermanos y presenció el saqueo y destrucción de muchas iglesias. En Santander conoció al sacerdote Doroteo Hernández Vera y se unió a la Cruzada evangélica. Practicó el apostolado del perdón que se manifestó principalmente en la acogida generosa y en el servicio prestado a mujeres necesitadas que habían salido de la cárcel. Falleció el 18 de agosto de 1946 en Madrid de una fiebre tifoidea.
El 20 de junio de 2024 el Papa Francisco autorizó la publicación del decreto de que Ascensión vivió las virtudes heroicas. Este es un paso previo a una eventual futura beatificación.

### Maternidad de Peñagrande en Madrid
En España, desde 1970 hasta su clausura en 1984, las Cruzadas Evangélicas regentaron el centro Nuestra Señora de la Almudena del llamado Patronato de Protección a la Mujer, más conocido como maternidad de Peñagrande, en Madrid. El centro funcionó como internado para madres solteras, muchas de ellas menores de edad, de toda España. Algunas internas han denunciado castigos corporales, humillaciones, explotación laboral, presiones para que las jóvenes renunciaran a sus hijos y robo de bebés por parte de las monjas Cruzadas Evangélicas, encargadas de su tutela.Fue la escritora Consuelo García del Cid Guerra quien sacó a la luz la realidad de Peña Grande, conocida como Maternidad de la Almudena, en el año 2012 con su ensayo político "Las desterradas hijas de Eva".
Las Cruzadas Evangélicas abandonaron el centro de Peña Grande en 1983, tras una inspección solicitada por cuatro internas a Miret Magdalena, entonces Presidente del Tribunal Tutelar de Menores. El mismo año, abandonaron también el Reformatorio Nuestra Señora del Pilar, situado en la localidad de San Fernando de Henares, debido al suicidio de una interna que se intentó justificar como " intento de fuga".